# Monte Marzo
Il Monte Marzo (mont Mars in francese - 2.756 m s.l.m.) è una montagna delle Alpi del Gran Paradiso nelle Alpi Graie. Si trova lungo il confine tra la Valle d'Aosta ed il Piemonte.

## Toponimo

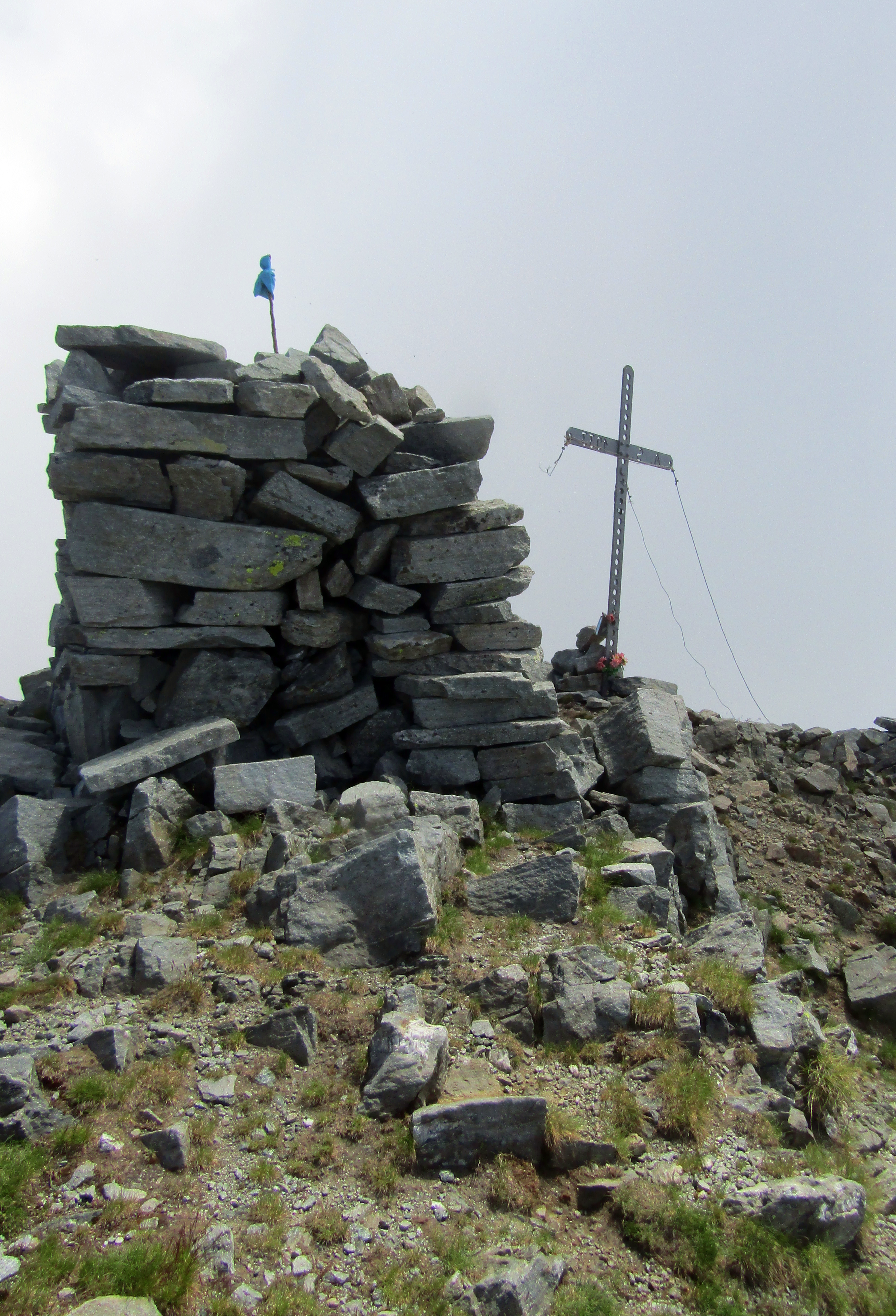
Ometto e croce di vetta

Il toponimo Monte Marzo è l'italianizzazione dell'originario oronimo piemontese Mont Mars, ovvero Monte Marcio, che a sua volta deriva dalla prevalenza di calcescisti, una roccia che tende a sfaldarsi come se fosse marcia.

## Caratteristiche
La montagna è collocata tra la val Chiusella, la valle Soana (nel versante piemontese) e la valle di Champorcher (nel versante valdostano). Il Chiusella, fiume che percorre la val Chiusella, ha la propria sorgente alle pendici del monte. È molto frequentata anche perché, essendo la più alta della zona, offre un bel panorama.
La cima della montagna corrisponde al punto geodetico trigonometrico dell'IGM denominato Monte Marzo (cod. 042072). Sulla cima del Monte Marzo si trova una croce di vetta metallica collocata in loco in occasione dell'anno santo del 1933 .

## Salita alla vetta

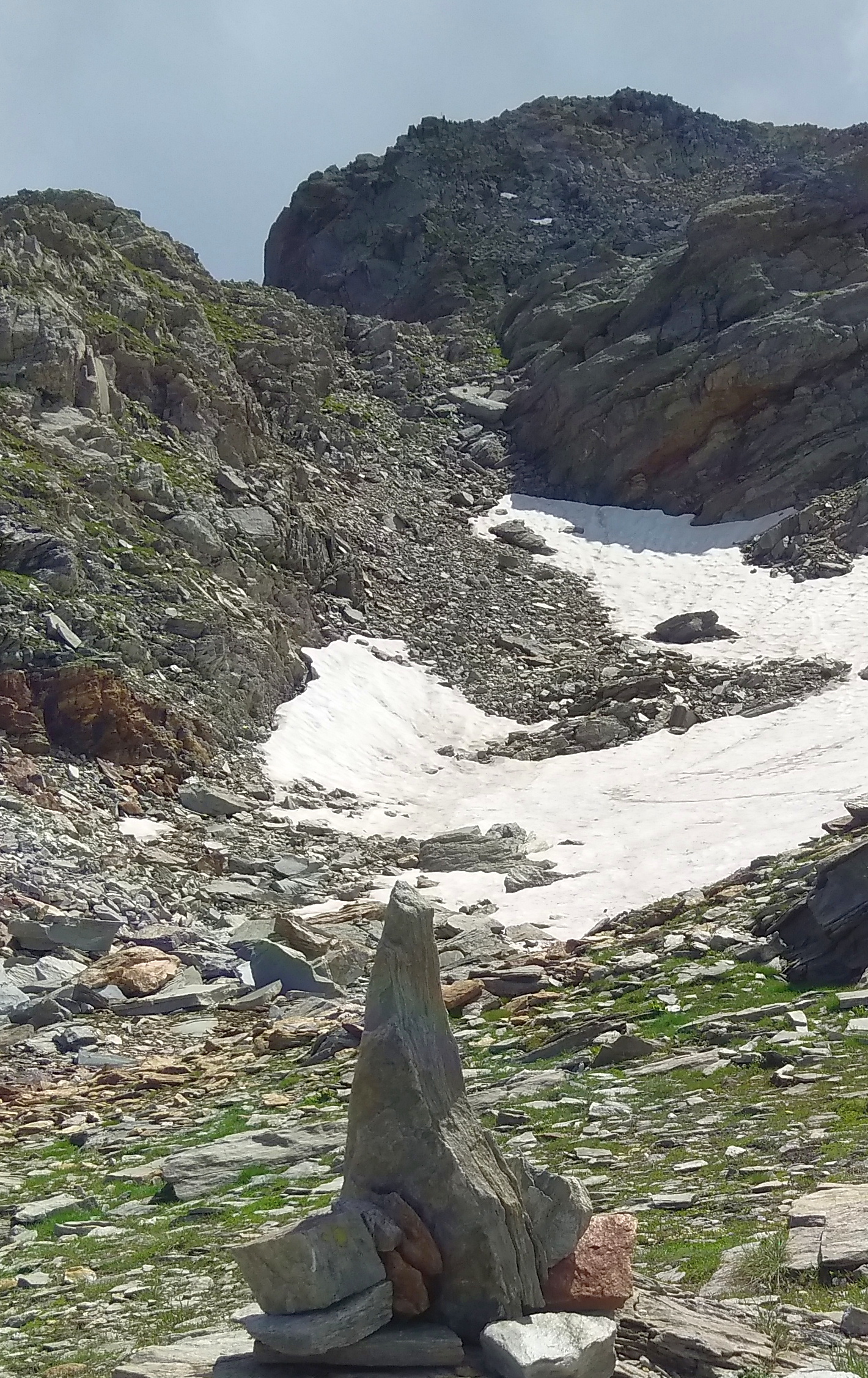
La vetta vista da nord

È possibile salire sulla vetta partendo da Piamprato in val Soana. In alternativa, con itinerario più lungo, si può partire da Fondo in Valchiusella oppure dalla Valle di Champorcher. La salita al monte Marzo richiede comunque una discreta esperienza escursionistica e viene classificata come EE.